# Tadeusz Zaradzki
Tadeusz Zaradzki (ur. 5 lutego 1894 w Rzeszowie, zm. 18 września 1967 w Chojnicach) – żołnierz 1 pułku piechoty Legionów Polskich, uczestnik wojny polsko-bolszewickiej, st. przodownik Straży Granicznej w Kacku Wielkim.

## Życiorys
Syn Teofila i Heleny z d. Laub. Od początku 1914 należał do Związku Strzeleckiego w Rzeszowie. W sierpniu 1914 wstąpił do Legionów Polskich i służył w 1 pp, od stopnia strzelca do podoficera. W 1917 ukończył kurs podoficerski Polskiej Siły Zbrojnej w Ostrowcu. Od 1 listopada 1918 w Wojsku Polskim, w 23 pp. W trakcie wojny polsko-bolszewickiej służył w stopniu wachmistrza.
Po opuszczeniu szeregów Wojska Polskiego, od 1 października 1921 rozpoczął służbę w Straży Granicznej w Kacku Wielkim (w stopniu przodownika, a następnie starszego przodownika) w ówczesnym powiecie Morskim (dzisiaj dzielnica Gdyni).
Odznaczony m.in. Odznaką 1 Brygady Legionów Polskich „Za wierną służbę”, Krzyżem Niepodległości i Brązowym Krzyżem Zasługi.